# Šahinovići (Republika Serbska)
Šahinovići (cyr. Шахиновићи) – wieś w Bośni i Hercegowinie, w Republice Serbskiej, w gminie Čelinac. W 2013 roku liczyła 104 mieszkańców.